# Liste der Monuments historiques in Aigny
Die Liste der Monuments historiques in Aigny führt die Monuments historiques in der französischen Gemeinde Aigny auf.

## Liste der Objekte
| Bezeichnung             | Beschreibung                     | Standort                       | Kennzeichnung | Schutzstatus | Datum | Bild |
| ----------------------- | -------------------------------- | ------------------------------ | ------------- | ------------ | ----- | ---- |
| Prozessionsstab Madonna | Holz, vergoldet, 18. Jahrhundert | in der Kirche St-Martin (Lage) | PM51002473    | Inscrit      | 1977  |      |
| Taufbecken              | Marmor, 17. Jahrhundert          | in der Kirche St-Martin (Lage) | PM51002474    | Inscrit      | 1977  |      |
| Tabernakel              | Holz, vergoldet, 18. Jahrhundert | in der Kirche St-Martin (Lage) | PM51002548    | Inscrit      | 1977  |      |